# Marcus Widmann
Marcus Widmann (* 1970 in München) ist ein deutscher Schauspieler. Er ist sowohl im Kino und Fernsehen als auch im Theater aktiv. 

## Leben
Widmann studierte Theaterwissenschaft und Philosophie an der Ludwig-Maximilians-Universität München. Von 1994 bis 1998 absolvierte er sein Schauspielstudium an der Universität für Musik und darstellende Kunst Graz. Seine erste Theaterrolle spielte er 1997 im Wiener Burgtheater in Elfriede Jelineks Ein Sportstück. Von 1998 bis 2001 war er im Stadttheater Konstanz tätig. Es folgten Engagements bei den Festspielen von Schloss Ettlingen und beim Ernst-Deutsch-Theater in Hamburg. Seit 2002 gehört Widmann zum Ensemble der Kammerspiele Landshut. Parallel dazu wirkte er in Produktionen diverser anderer Theater, u. a. in München mit. 2006/07 hatte er ein Engagement beim Lessja-Ukrajinka-Theater in Kiew und von 2008 bis 2011 beim Bayerischen Staatsschauspiel.
Widmann ist auch in Fernseh- und Kinofilmen zu sehen. Seinen ersten Auftritt im Fernsehen hatte er 2005 in der Krimiserie SOKO 5113. 2010 und 2011 wirkte er außerdem in den ZDF-Produktionen Forsthaus Falkenau und Die Rosenheim-Cops mit. 2013 war er als Nebendarsteller in den Fernsehfilmen Just Married – Hochzeiten zwei und Wer hat Angst vorm weißen Mann? zu sehen. 2015 folgte der Film Endstation Glück. Außerdem spielte Widmann von 2007 bis 2014 in diversen Kurzfilmen mit. In der Literaturverfilmung Das Tagebuch der Anne Frank, die im Frühjahr 2015 gedreht wurde und am 3. März 2016 in die Kinos kam, spielt Widmann Johannes Kleiman, einen der Helfer der im Amsterdamer Hinterhaus versteckten Juden.

## Filmografie (Auswahl)
- 2012: Die Rosenheim-Cops – Die Rückkehr des Patriarchen
- 2013: Just Married – Hochzeiten zwei
- 2016: Das Tagebuch der Anne Frank
- 2016: Endstation Glück
- 2018: Bier Royal
- 2019: Eine ganz heiße Nummer 2.0
- 2019: Die Rosenheim-Cops – Der Schrank muss weg